# Juan José Guerenabarrena
Juan José Guerenabarrena Hormaeche (Salinas (Castrillón), Asturias, 9 de agosto de 1957) es un jubilado experiodista.

## Biografía
Es licenciado en Filosofía y Letras (filología), D.E.A. (diploma final de los cursos de doctorado) en Ciencias de la Comunicación y titulado en Arte Dramático por la RESAD.
Comenzó su carrera profesional en el programa destinado al público juvenil Cremallera (1984-1985) de TVE, y también intervino en la serie Vísperas (1987) y en La sombra del ciprés es alargada (1990), de Luis Alcoriza. También trabajó como director teatral y en 1990 puso en escena la obra Filoctetes, de Heiner Müller, que se representó en el Teatro María Guerrero, de Madrid.
Durante esa etapa fue colaborador fijo de la revista Época, en la sección de cultura y espectáculos, y en la revista de teatro El público, que dirigía Moisés Pérez Coterillo.
En 1991 se incorpora a la cadena autonómica Telemadrid, al espacio de actualidad Vivir Madrid. En mayo de 1992 se incorpora a la redacción de Telenoticias, los servicios informativos de la cadena, como redactor, presentador y editor (en diferentes etapas). En ese periodo, compatibiliza au trabajo en informativos con la dirección del programa Ciudad abierta, programa sobre espectáculos, arte y tendencias y dirige además el programa Puerta del Sol.
Continúa en Telemadrid hasta 1998, labor que compagina con colaboraciones en El cultural, la revista semanal de El Mundo o el programa Mano a mano (La metafísica cubierta de amapolas) en Onda Madrid.
Entre 1999 y 2000 fue director adjunto del programa La Vía Navarro que presentaba Pepe Navarro para la plataforma Vía Digital.
En 2000 fue nombrado director de La Otra, nombre comercial que adoptó el segundo canal de Telemadrid, siendo responsable de su diseño, puesta en marcha y desarrollo como segundo canal alternativo a Telemadrid. 
En 2005 es nombrado director de Antena y Contenidos e Información de la Radiotelevisión del Principado de Asturias, dirigida por José Ramón Pérez Ornia. En 2010 obtuvo el Premio Talento de la Academia de Televisión y de las Ciencias y Artes del Audiovisual de España.
En junio de 2011 fue designado director general de RTPA, cargo del que dimitió seis meses después.
Posteriormente, es director adjunto en la productora Vamos a ver televisión; coordinador del programa Todos somos raros emitido en La 2 y coordinador del Telemaratón solidario Todos somos raros, todos somos únicos en La 1, dirigido y presentado por Isabel Gemio, en cuyo programa radiofónico Te doy mi palabra de Onda Cero, también  colaboró en 2014 y 2015.
En diciembre de 2016 fue candidato al concurso público para elegir al director general de RTVM, junto con Alfonso García Martínez, Fernando Olmeda y Jesús López Jordán, entre otros.
En 2017 dirigió el programa ¿Cómo lo ves?, para el prime time de La 1. 
Entre 2018 y 2021 fue candidato al concurso público para la selección de los miembros del Consejo de Administración y del Presidente de la Corporación RTVE.
Desde 2013 hasta 2018 fue columnista de Es diari Menorca.